# Argiolestes australis
Argiolestes australis är en trollsländeart som först beskrevs av Guérin 1830.  Argiolestes australis ingår i släktet Argiolestes och familjen Megapodagrionidae. Inga underarter finns listade i Catalogue of Life.